# Propalticus
Propalticus es un género de insecto coleóptero de la familia Propalticidae.

## Especies
- Propalticus acupinctus (John, 1939)[2]
- Propalticus africanus (John, 1956)[2]
- Propalticus bryanti John, 1960[1]
- Propalticus crassiceps John, 1960[1]
- Propalticus cuneiformis John, 1960[1]
- Propalticus decoomani John, 1960[1]
- Propalticus discogenioides John, 1960[1]
- Propalticus doddi John, 1960[1]
- Propalticus dybasi John, 1960[1]
- Propalticus indicus Sen Gupta, 1978[1]
- Propalticus inflatus (John, 1943)[2]
- Propalticus insularis John, 1960[1]
- Propalticus jansoni Sharp, 1882[1]
- Propalticus japonicus Nakane, 1966[1]
- Propalticus jarawa Pal, 2008[2]
- Propalticus kiuchii Sasaji, 1971[1]
- Propalticus madagascariensis John, 1960[1]
- Propalticus mixtocomatus (John, 1939)
- Propalticus morimotoi Kamiya, 1964[1]
- Propalticus oculatus Sharp, 1879[1]
- Propalticus ryukyuensis Kamiya, 1964[1]
- Propalticus saipanensis John, 1960[1]
- Propalticus santhomeae John, 1960[1]
- Propalticus sarawakensis John, 1960[1]
- Propalticus scriptitatus John, 1960[1]
- Propalticus sechellarum Scott, 1922[2]
- Propalticus sierraleonis John, 1960[1]
- Propalticus simplex Crowson & Sen Gupta, 1969[1]
- Propalticus striatus John, 1960[1]
- Propalticus tonkinensis John, 1960[1]
- Propalticus ulimanganus John, 1960[1]
- Propalticus virgatus (John, 1939)[2]
- Propalticus wainganus John, 1969[1]